# Vienne (rivière française)
Pour les articles homonymes, voir Vienne.
Ne doit pas être confondue avec la Vienne (rivière autrichienne).
La Vienne est une rivière française traversant les départements qui portent son nom (Haute-Vienne et Vienne) et une partie de la Creuse (2 km en rive droite seulement), de la Corrèze, de la Charente, et de l'Indre-et-Loire. D'une longueur de 363,3 km, elle est l'un des principaux affluents de la Loire, avec l'Allier et le Cher, et celui qui a le plus important débit.
S'écoulant entre le plateau de Millevaches et la plaine de Touraine, elle a la particularité de traverser des paysages extrêmement diversifiés, comme la plupart des cours d'eau issus de l'ouest du Massif central mais qui se jettent plutôt dans la Garonne ou la Gironde (Dordogne, Lot, Tarn).

## Hydronymie

### Attestations anciennes
Le nom de la rivière est attesté sous les formes Vingenna au VIe s. (Grégoire de Tours, Histoire des Francs, I, 43); Vigenna au VIe s. (Venance Fortunat, Carmina, ap. Bouquet, t. II, p. 510) ; Vincenna (Gesta reg. franc. ibid. t. lI, p. 551) ; Vienna en 800 (prœcept. Caroli M. pro mon. Cormaricensi, ibid. t. V, p. 766); Vicenna (anon. Ravenn. ibid. t. I, p. 121) ; Viuzanna en 901 (Fonteneau, t. XXI, p. 154) ; Vinzenna en 904 (cart. de S'-Cyprien, p. 156) ; Vizenna vers 980 (ibid. p. 147) ; Rivière de Vyenne, fleuve de Vienne en 1309 (Gauthier, fos 185 v° et 187 v°) ; Fluve de Vigenne en 1410 (fam. Laurent de Reyrac).
On trouve aussi la mention suivante dans un arrêt du parlement de Paris du 23 janvier 1339 : Episcopi (Lemovicenses) possidebant navigia et arrivagia dictæ civitatis, quæ Vinguenne vocatur, cum emolumentis et proventibus eorumdem. La situation de ce port sur la Vienne des évêques de Limoges n'est pas connue.

### Étymologie
Par analogie avec la Vière (Vigera en 878), la Voire (Vigera en 673), Ernest Nègre place la Vienne, ainsi que la Vingeanne, Vincene en 613, dans un petit groupe d'hydronymes préceltiques formé sur un radical *vig-, avec un suffixe préceltique -ara pour les deux premiers et un suffixe gaulois ou préceltique -enna pour la Vienne et la Vingeanne. 
L'hypothèse d'un radical *vig- est reprise par Marcel Villoutreix pour la Vienne ainsi que pour un affluent du Taurion, la Vige (Haute-Vienne), Vigiae en 811.
À noter que la Vienne, rivière de Seine-Maritime, présente des formes anciennes identiques puisqu'elle est qualifiée de Vigenna à l'époque médiévale.

### Langues régionales
La Vienne s'appelle la Vinhana en limousin (d'après sa norme classique ou alibertine), et la Vignano d'après la graphie mistralienne.
En marchois, dialecte de la langue de transition du Croissant, son nom est Viègne tout comme en poitevin-saintongeais.

## Géographie
La Vienne prend sa source en Corrèze, sur le plateau de Millevaches, à partir de quatre à cinq petits ruisseaux, au pied du mont Audouze, à une altitude comprise entre 860 m et 885 m, entre les communes de Saint-Setiers, Millevaches et Peyrelevade.
Elle se jette 372 km en aval dans la Loire à Candes-Saint-Martin, à quelques centaines de mètres à peine de la limite départementale du Maine-et-Loire (commune de Montsoreau).

### Principales villes traversées
- Saint-Léonard-de-Noblat, Limoges, Saint-Junien, Chabanais, Confolens, L'Isle-Jourdain, Lussac-les-Châteaux, Valdivienne, Chauvigny, Châtellerault, Chinon

### Autres sites traversés
- Trois parcs naturels régionaux : parc naturel régional de Millevaches en Limousin, parc naturel régional Périgord Limousin, parc naturel régional Loire-Anjou-Touraine.
- Une centrale nucléaire arrosée, celle de Civaux (Vienne).
- Neuf villes de plus de 5 000 habitants arrosées : Le Palais-sur-Vienne, Panazol, Limoges, Isle, Aixe-sur-Vienne, Saint-Junien, Chauvigny, Châtellerault et Chinon.

### Îles
La Vienne présente un grand nombre d'îles fluviales qui parsèment son cours, principalement dans sa partie médiane et basse. Les principales sont, d'amont vers l'aval :
- île du Burgt et autres îles de petite taille (Rempnat)
- îlots à Eymoutiers
- îlots de Beaufort (Saint-Léonard-de-Noblat)
- île du pont de Noblat (Saint-Léonard-de-Noblat)
- îlots de Lathière (Royères)
- îlots de Cintrat (Saint-Priest-Taurion)
- île des Contamines (Saint-Priest-Taurion)
- île du Puy Moulinier (Le Palais-sur-Vienne)
- île aux Oiseaux (Limoges)
- îles sans nom à Isle
- îles de Losmonerie (Saint-Priest-sous-Aixe et Aixe-sur-Vienne)
- île du Moulin de Pressac (Saint-Priest-sous-Aixe)
- îles de la Gabie (Verneuil-sur-Vienne)
- île de Boussignac (Saint-Brice-sur-Vienne)
- îles de Chaillac, dont île de la Navière (Chaillac-sur-Vienne)
- îlots à Chabanais
- îles entre Chirac, Exideuil-sur-Vienne et Manot
- île de Ris Martin (Ansac-sur-Vienne)
- île de Saint-Germain ou Sainte-Madeleine (Lessac)
- île des Grands Moulins (Availles-Limouzine)
- île de la Belletière (Availles-Limouzine)
- île de Brebail (Availles-Limouzine)
- Isle-Fort (L'Isle-Jourdain)
- île Pinodière (Le Vigeant)
- îles de la Grande Vergne (Moussac)
- îles de Queaux
- île de la Rallerie (Gouex et Persac)
- île de Villars (Persac)
- îles de la Tour au Cognum (Civaux)
- île de la Gerbe (Valdivienne)
- île des Dessous (Valdivienne)
- île du Moulin Brault (Valdivienne)
- îles à Chauvigny
- îles du Petit Felin (Bonnes)
- îles à Vouneuil-sur-Vienne
- île de Ternay (Availles-en-Châtellerault)
- île Cognet (Châtellerault)
- île Sainte-Catherine (Châtellerault)
- île à Ingrandes
- îles de Buxières (Dangé-Saint-Romain)
- île des Maisons Rouges (Nouâtre)
- îles de Mougon (Parçay-sur-Vienne)
- L'Île-Bouchard
- île du Pont (Tavant)
- île à Anché
- île de Tours (Chinon)
- île à Seguin (Beaumont-en-Véron)
- île du Petit-Thouars (Saint-Germain-sur-Vienne)
- île Boiret (Candes-Saint-Martin)

## Affluents et sous-affluents
La Vienne possède de très nombreux affluents et sous-affluents. Les principaux sont le Taurion ou Thaurion, la Creuse avec son affluent la Gartempe, et le Clain.

### Rive droite

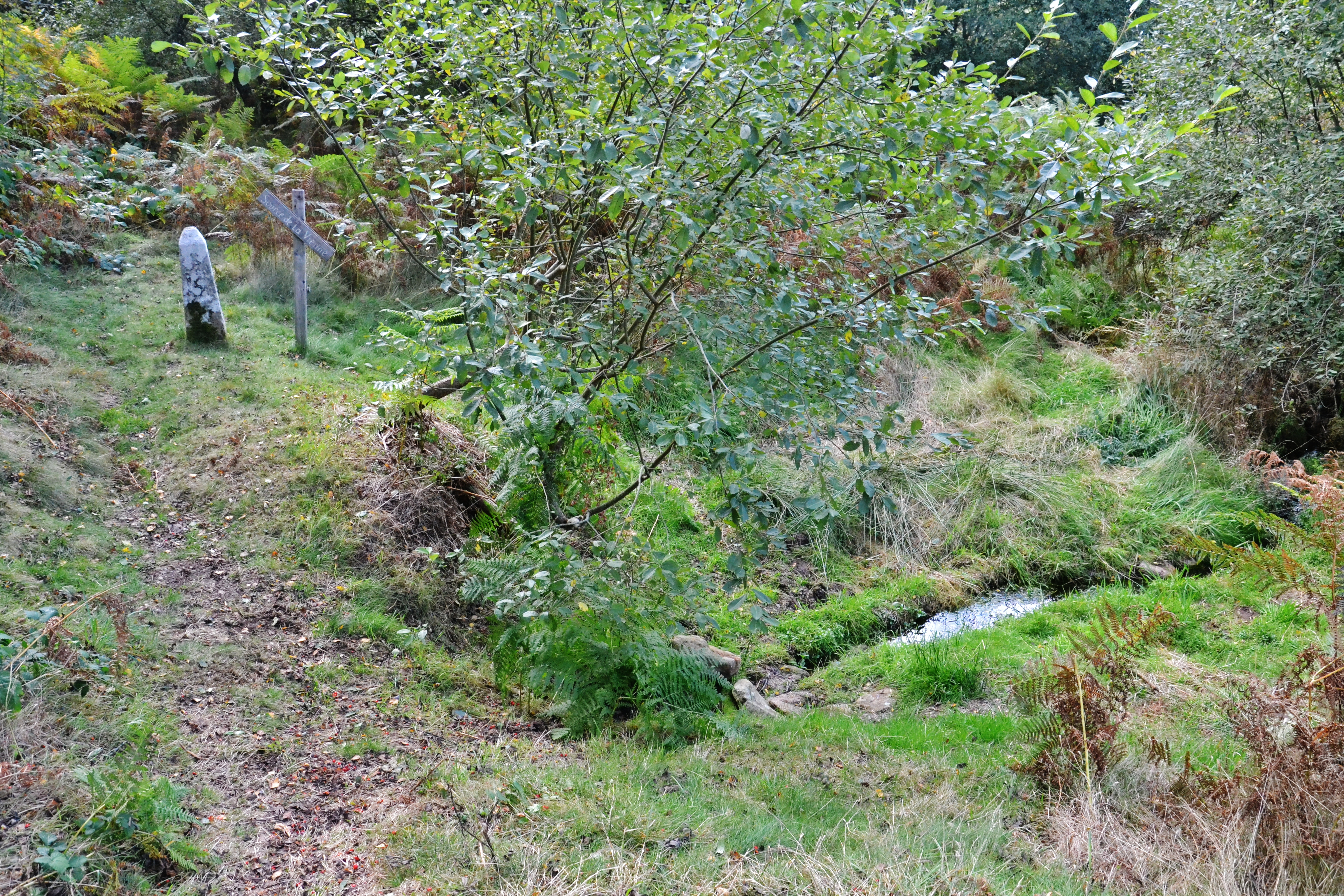
La source de la Vienne près de Saint-Setiers.

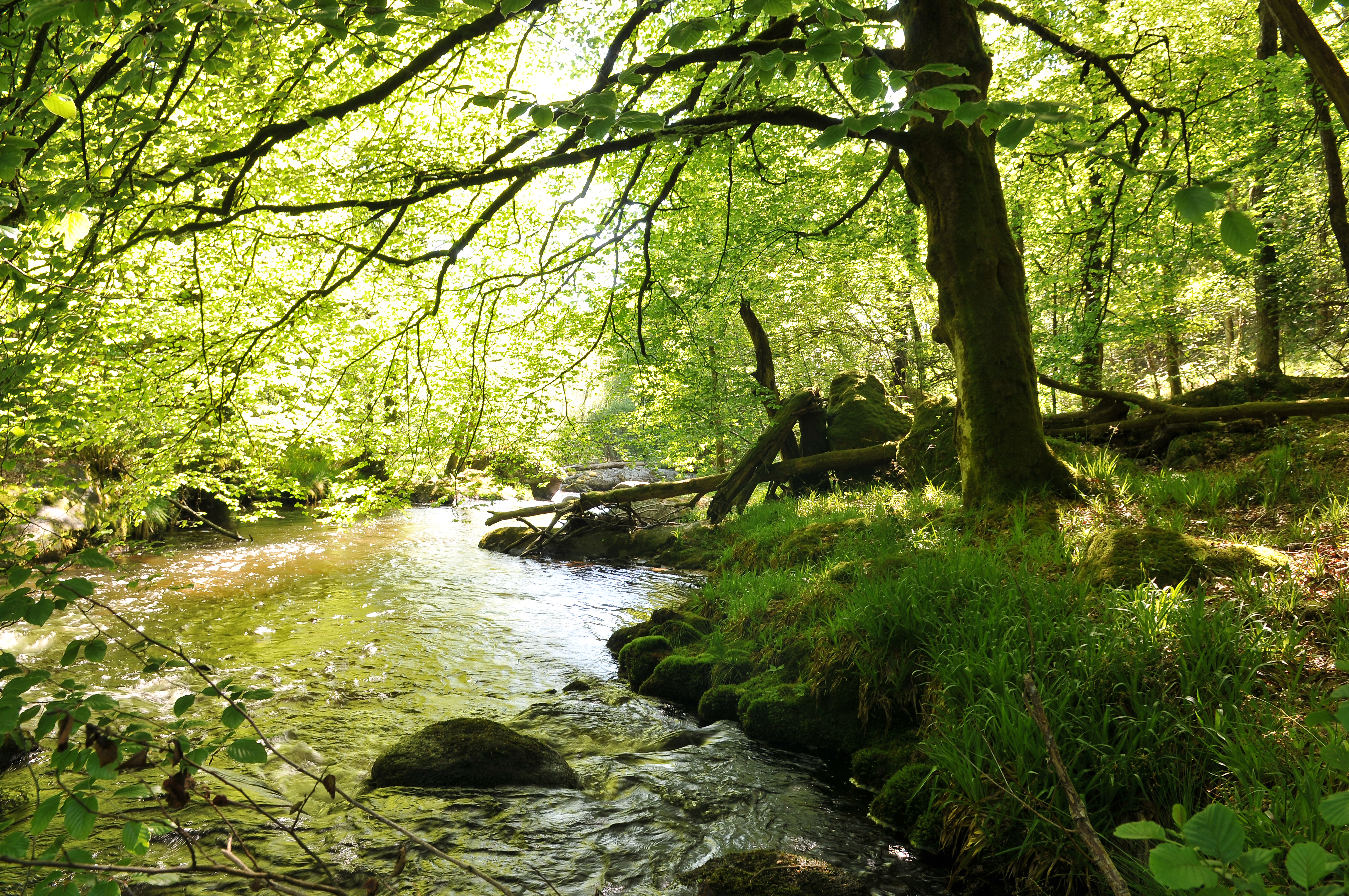
La Vienne entre Tarnac et Rempnat.

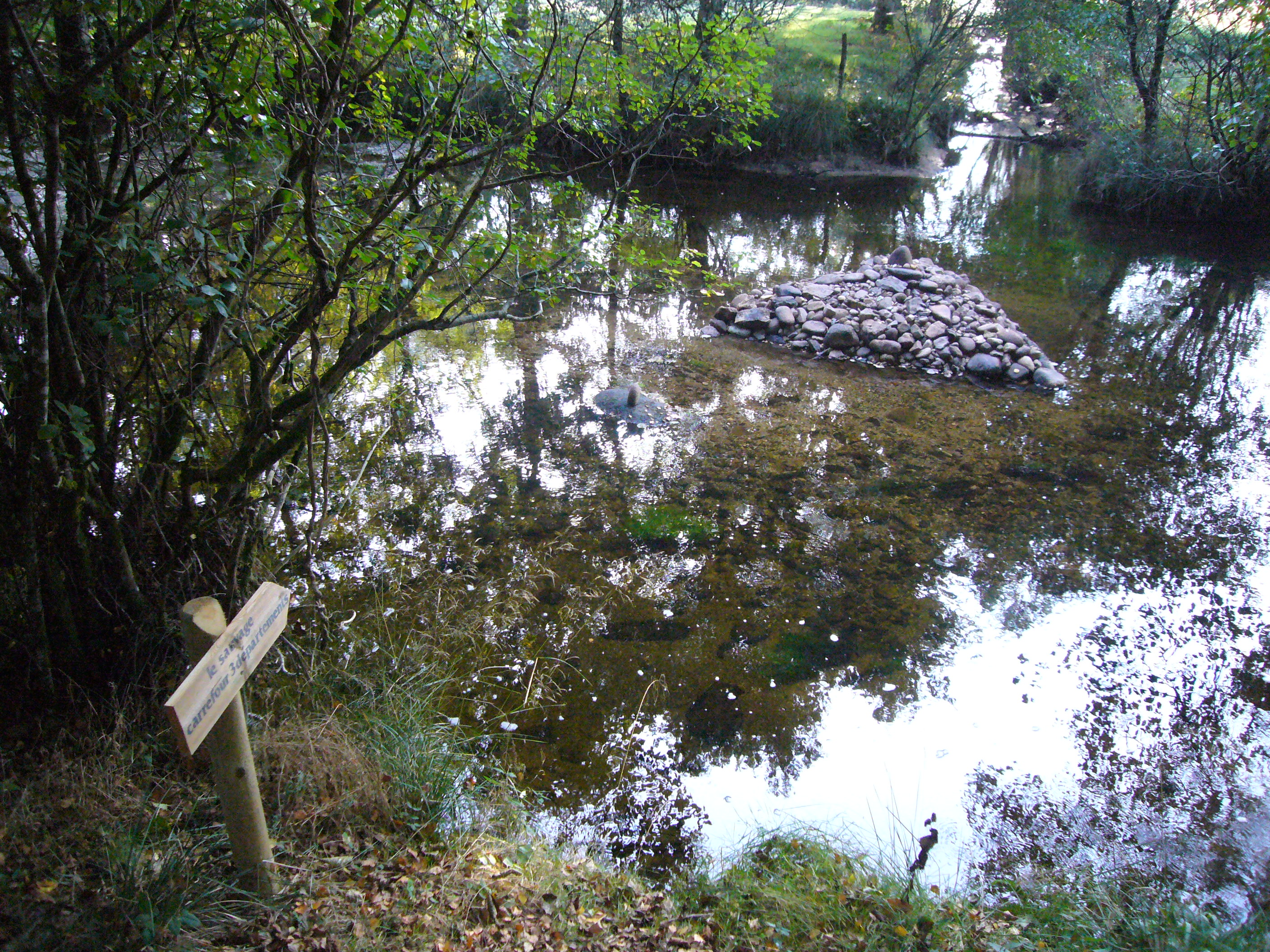
« Le Sauvage », matérialisant le carrefour des limites des trois départements du Limousin.

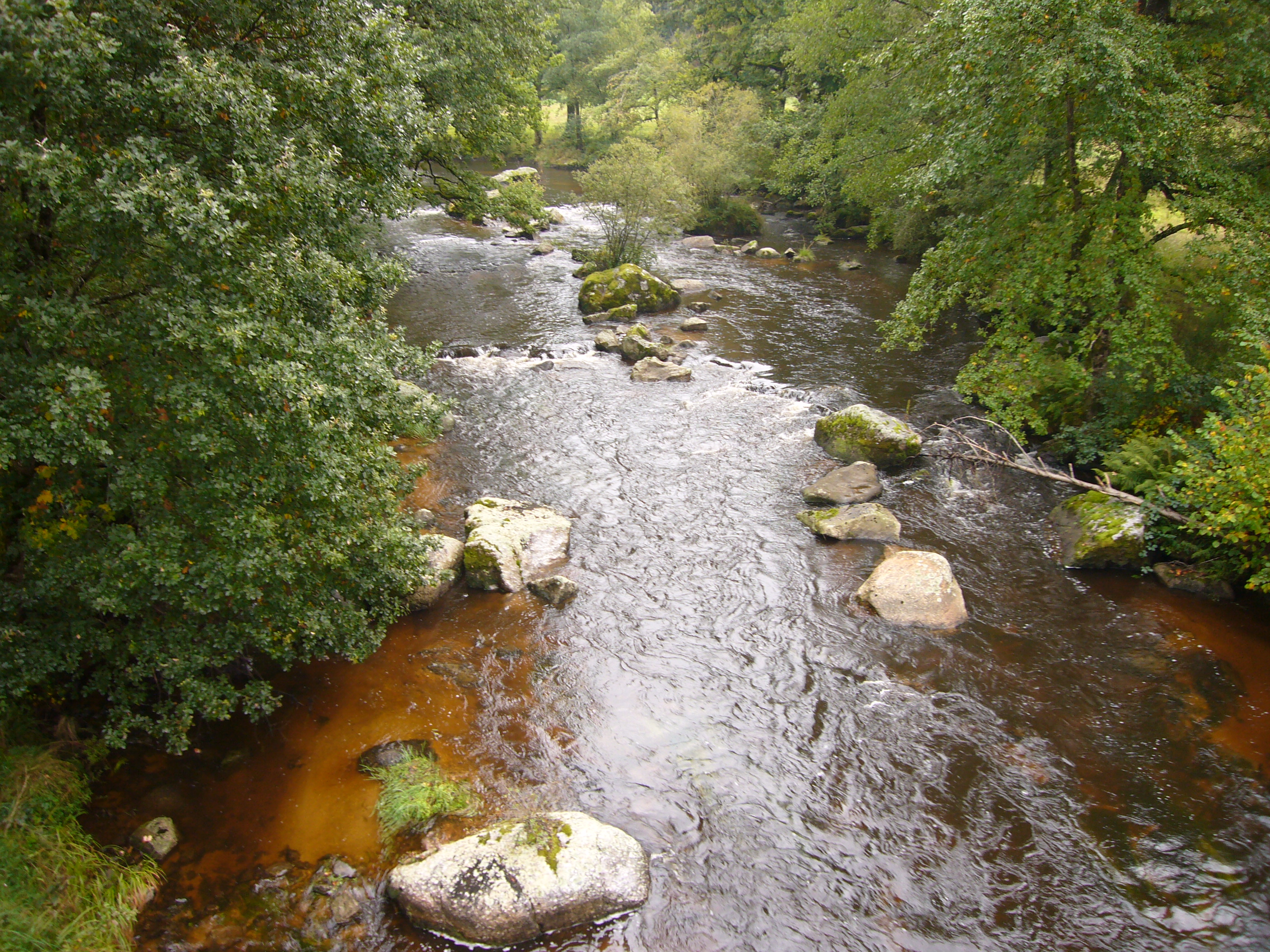
La Vienne près de Rempnat.

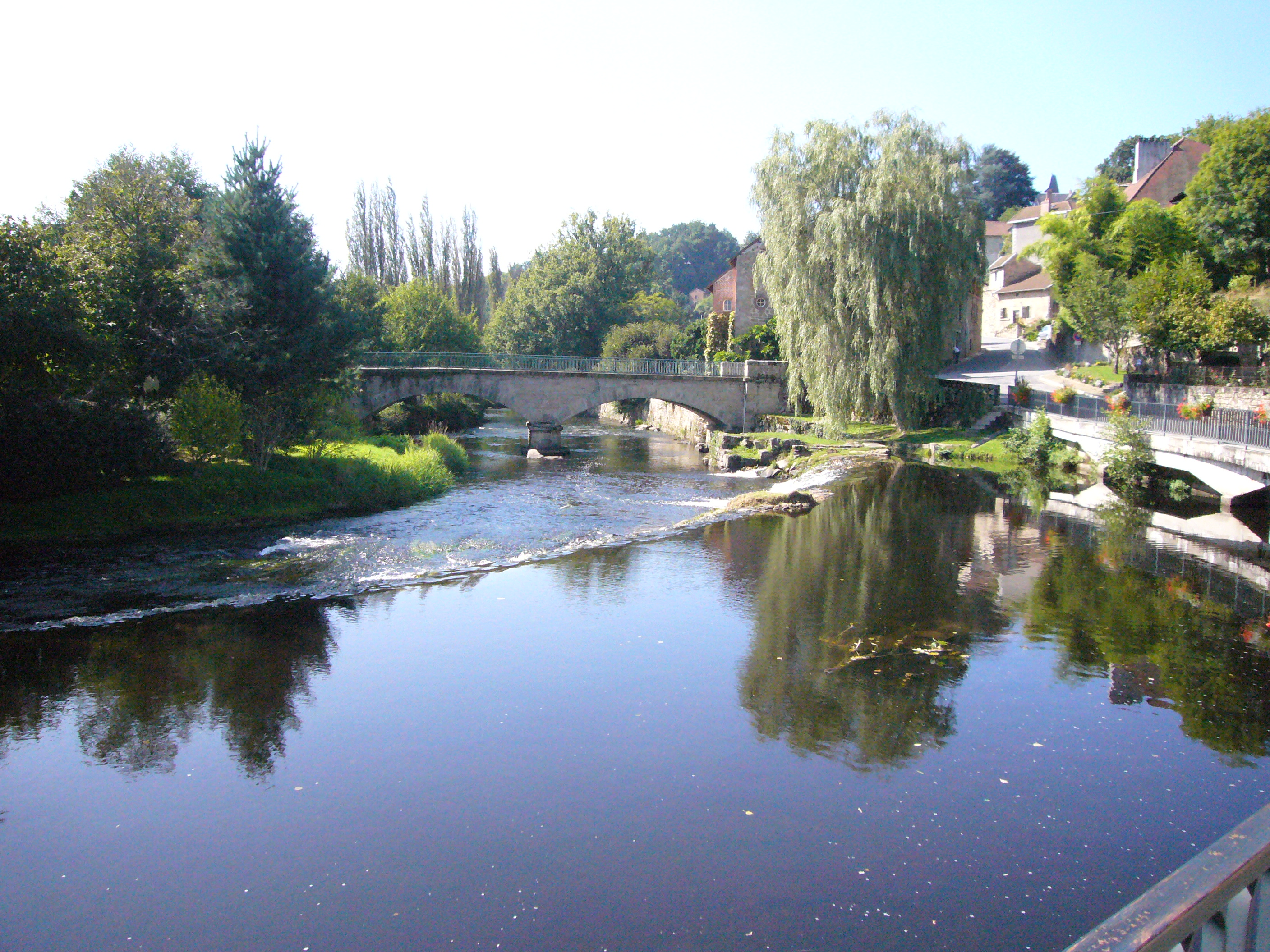
La Vienne à Eymoutiers.

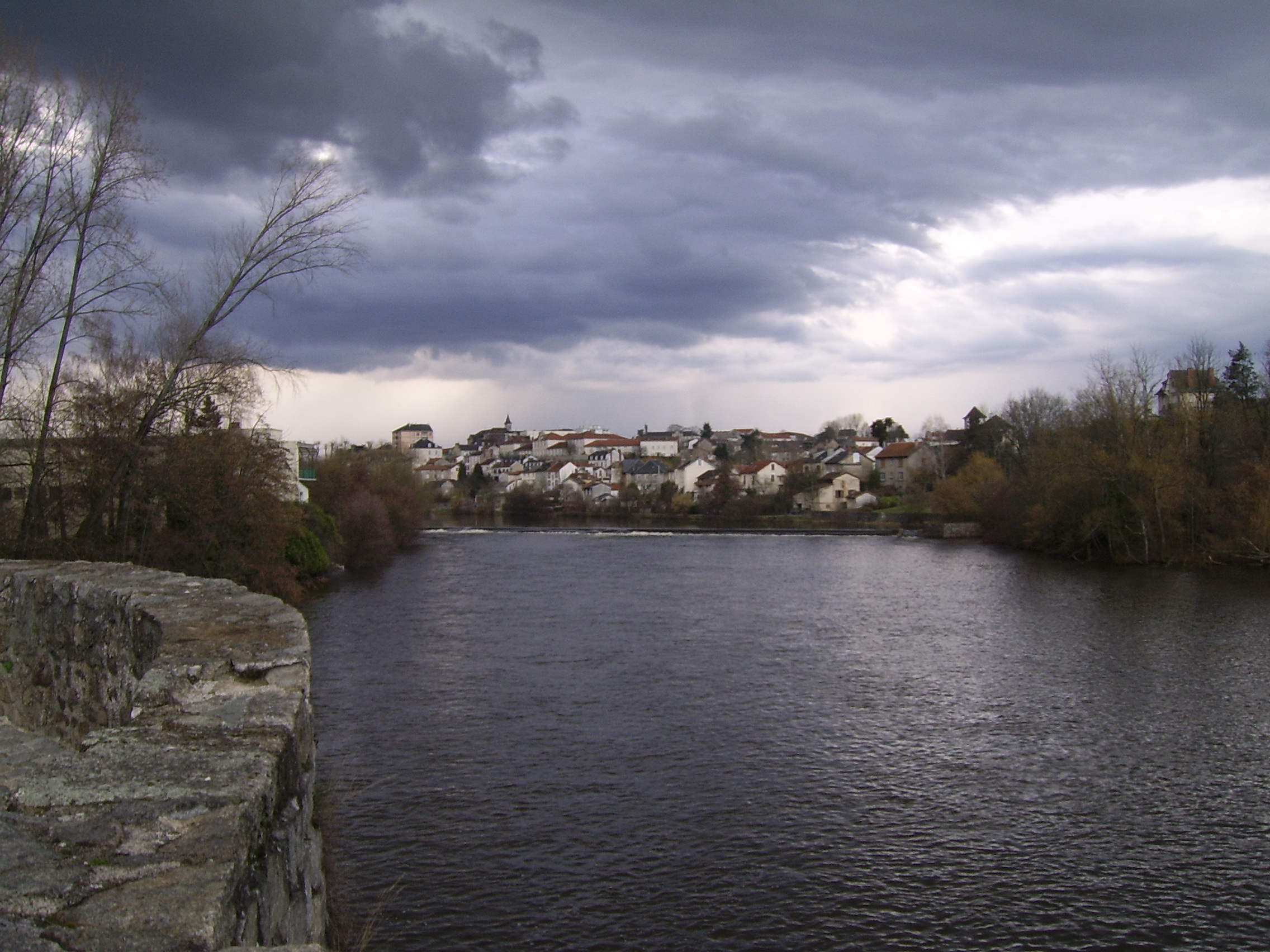
La Vienne à Limoges vue depuis le pont Saint-Martial.

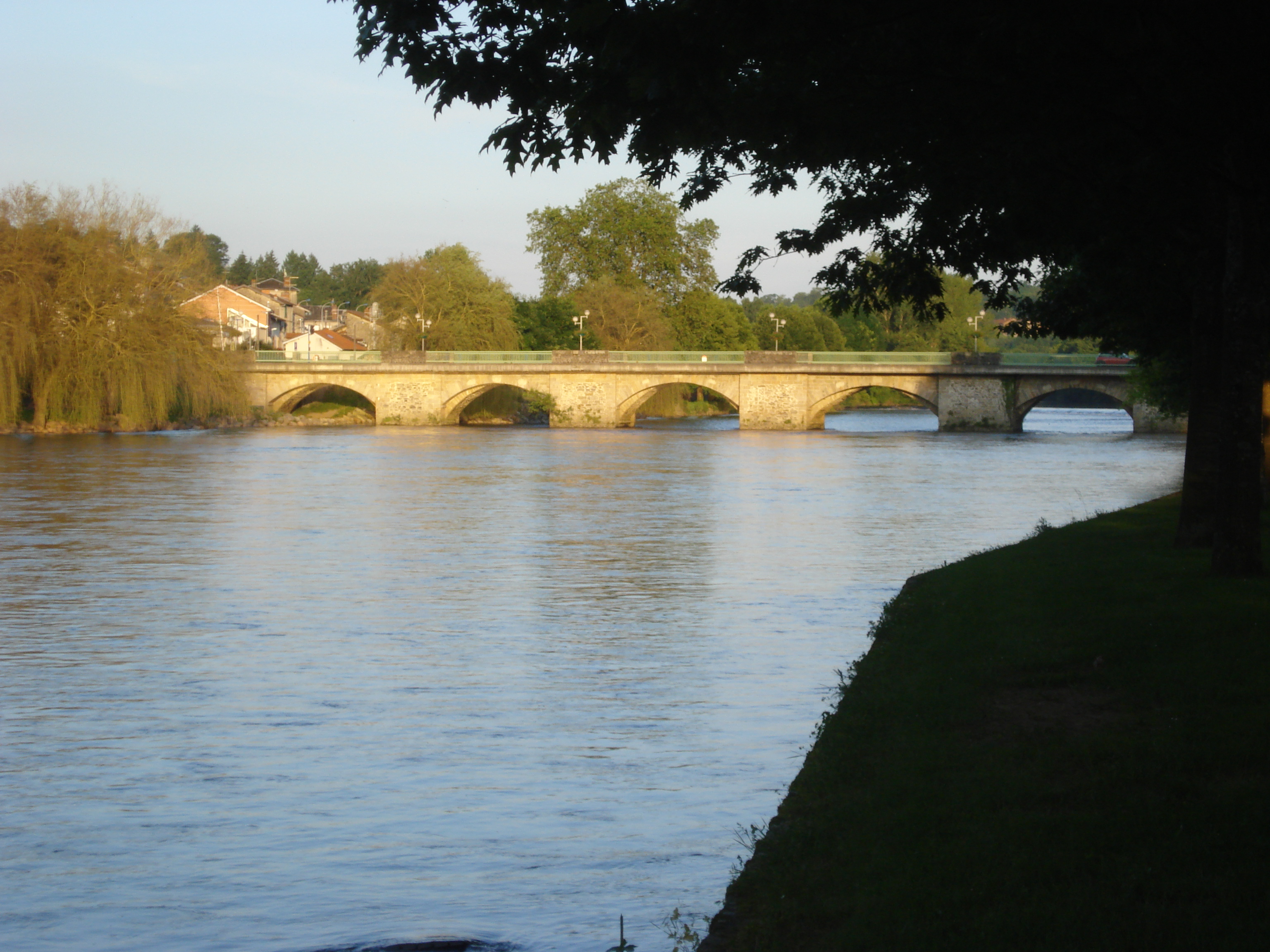
La Vienne à Aixe-sur-Vienne.

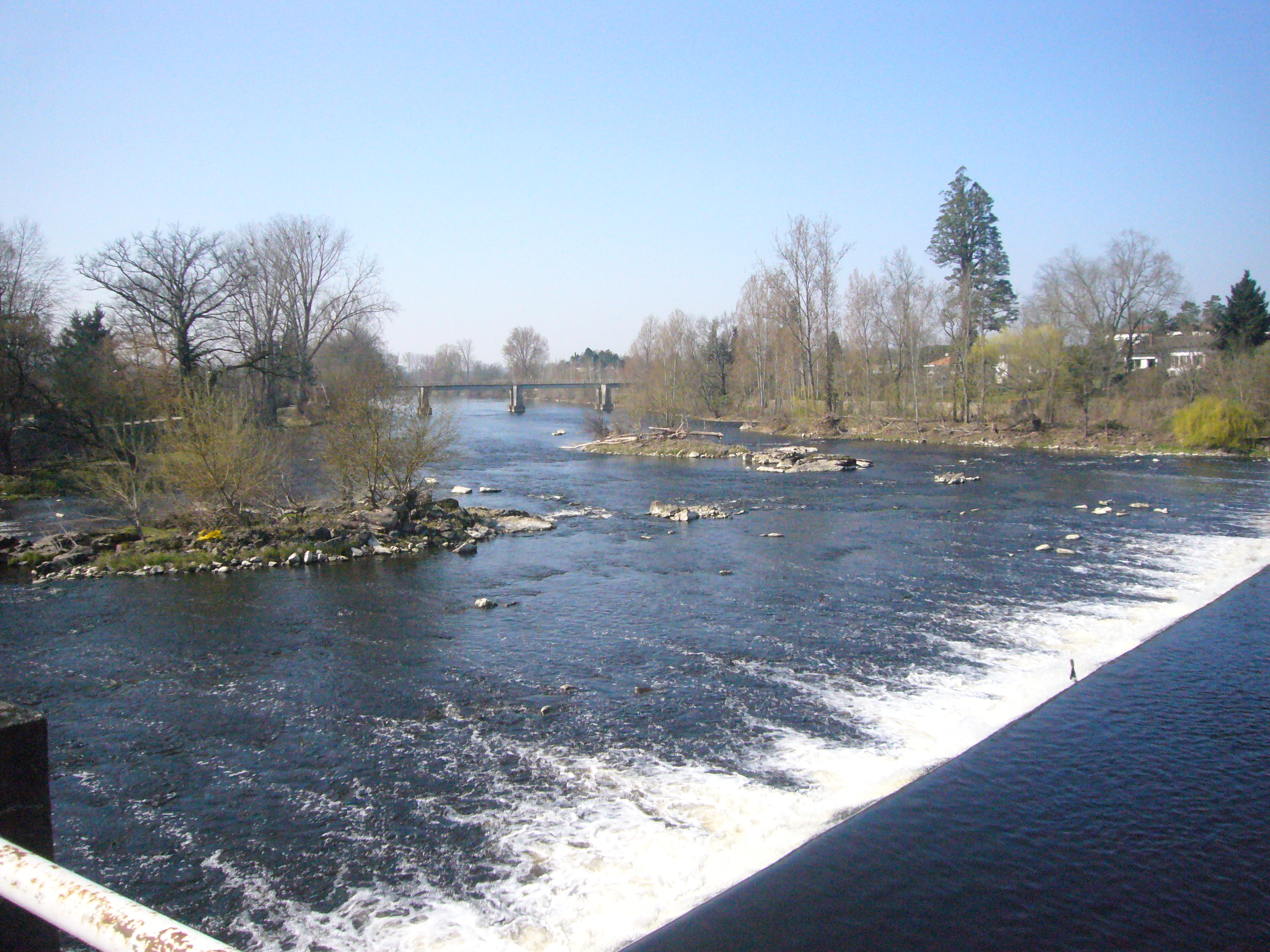
La Vienne à Chabanais.

## Hydrologie

### Bassin supérieur (source – Limoges)
La Vienne naît sous le puy Lacaux, par trois sources situées entre 860 m et 885 m d'altitude, tout près du signal d'Audouze (956 m) sur les communes de Millevaches et de Saint-Setiers.

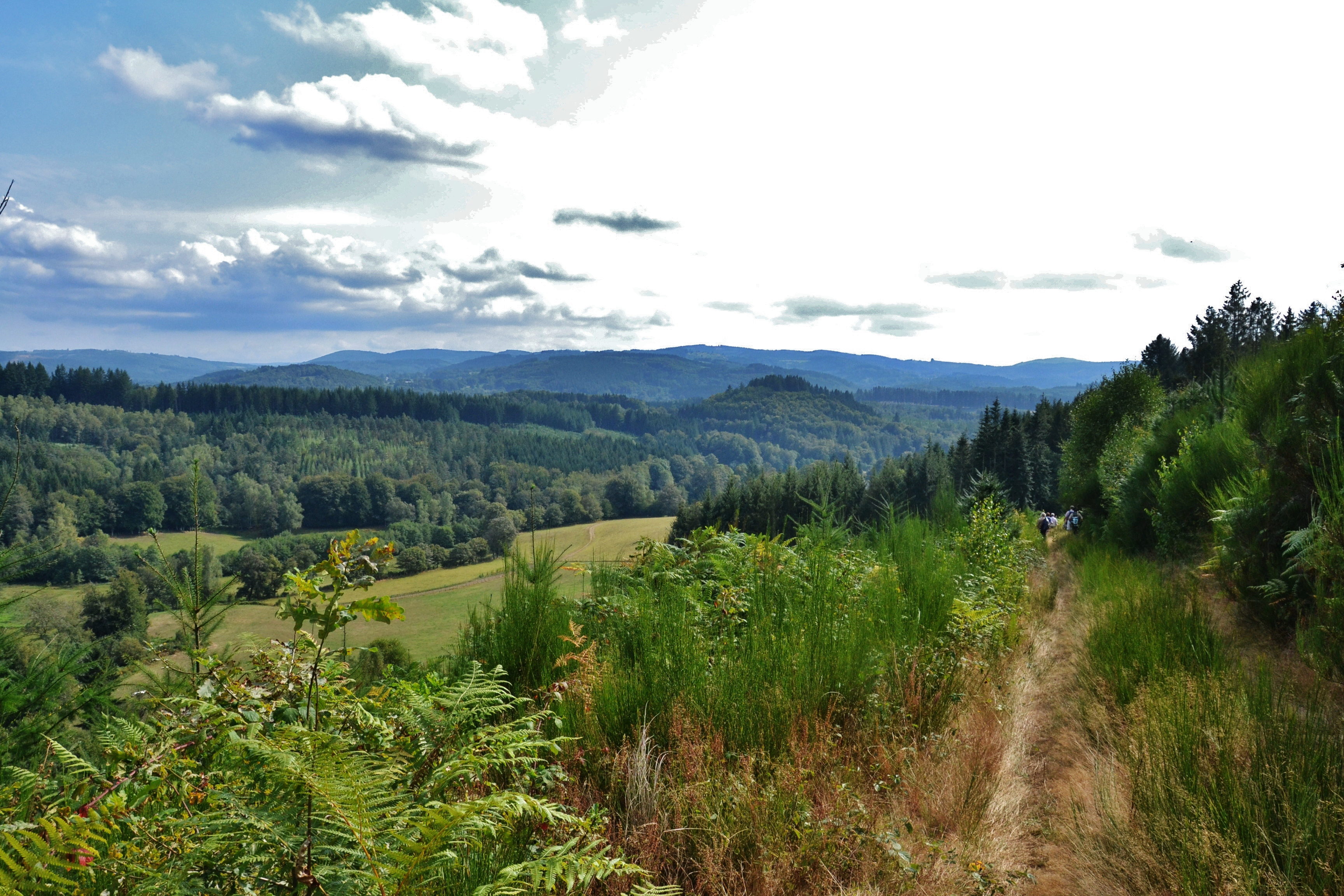
Paysage de la haute vallée de la Vienne.

Elle amène ses eaux vers le nord et reçoit son tout premier affluent en rive droite, le « ruisseau de Vieille Maison ». La Vienne oblique vers l'ouest et contourne par le sud le bourg de Peyrelevade, traverse un étang et se joint à son deuxième affluent de rive droite, le « ruisseau aux ponts ». Continuant vers l'ouest, recevant son premier affluent de rive gauche, le « ruisseau de Chamboux », elle se jette dans le lac de Servières avec un débit de 3,5 m3/s. Ce lac a la particularité d'avoir deux exutoires : un qui est naturel, il s'agit de la Vienne, dont le débit est alors de 1,8 m3/s, l'autre étant la Rigole du Diable, alimentant le lac du Chammet, pour 2 m3/s. Le cours d'eau longe Tarnac et continue vers l'ouest, recevant un affluent de rive droite avec un débit plus important, la Chandouille, elle-même grossie par les ruisseaux qui alimentent son lac de retenue : le lac du Chammet.
Elle continue toujours vers l'ouest, servant de frontière naturelle entre la Haute-Vienne et la Creuse. La Vienne est donc le seul cours d'eau de la région à traverser le territoire des trois départements de l'ancienne région Limousin, même si la portion creusoise n'est que d'un peu plus de 2 km.
Recevant d'autres affluents de faible importance, elle arrive à Eymoutiers, où son débit atteint désormais 6,85 m3/s. Entre Eymoutiers jusqu'à Saint-Priest-Taurion, elle reçoit ses deux premiers affluents ayant un débit significatif ; la Combade avec un débit de 3,6 m3/s et la Maulde 7 m3/s. À Saint-Priest Taurion, la rivière roule en moyenne 23,7 m3/s. Là, elle reçoit les eaux du Taurion, son premier vrai affluent d'importance, soit en moyenne 18,9 m3 supplémentaires par seconde et son débit passe ainsi à 42,6 m3/s. Elle s'engage entre Le Palais-sur-Vienne et Panazol et pénètre dans l'agglomération de Limoges, quittant la partie haute du département.

### Cours moyen (Limoges – Ingrandes-sur-Vienne)
La Vienne traverse Limoges, où se situe son premier point de passage à gué, laissant la majeure partie de la ville sur sa droite, et recevant de nombreux affluents, tels le ruisseau du Palais, l'Auzette en pleine ville, la Valoine, puis en sortant de Limoges, à L'Aiguille, elle reçoit la Briance roulant plus de 8 m3/s, portant le débit global de la rivière à 56 m3/s. Elle reçoit encore d'autres affluents, comme l'Aurence et l'Aixette qui portent son débit à 61 m3/s au pont de la Gabie.
Serpentant entre Aixe-sur-Vienne et Saint-Junien, elle est alors longée par la voie ferrée Limoges-Angoulême. La vallée, encore profonde jusqu'à Saint-Junien, s'élargit alors, préfigurant la fin des hauteurs du Massif central.
Jusqu'à Étagnac, elle reçoit de nombreux affluents, parmi eux la Glane à Saint-Junien, la Gorre à Saillat-sur-Vienne, qui porte son débit à 71,4 m3/s au niveau du Pont de Pilas. La rivière arrose Chabanais, où elle reçoit la Grêne, et bifurque brutalement vers le nord après Exideuil, arrosant Confolens, Availles-Limouzine, L'Isle-Jourdain, Lussac-les-Châteaux, Valdivienne, Chauvigny, et conserve cette direction jusqu'à sa confluence avec le Clain à Cenon-sur-Vienne, quelques kilomètres en amont de Châtellerault. Elle sert de refroidissement à la centrale nucléaire de Civaux.
Elle reçoit quelques affluents qui contribuent faiblement à une augmentation de son volume, tels le Goire, l'Issoire, la Blourde, la Dive et l'Ozon. Arrivée à Lussac, son débit atteint 81,7 m3/s.

### Cours inférieur (Ingrandes – jusqu'à la Loire)
À Ingrandes, son débit atteint 121 m3/s, grâce à l'apport de l'Ozon, et surtout du Clain (21 m3/s). Elle continue vers le nord pour recevoir à sa droite son plus important affluent, la Creuse (85 m3/s) qui porte le débit de la Vienne à plus de 200 m3/s à Nouâtre.
À Nouâtre, localité située entre Châtellerault et Chinon, peu en aval du confluent entre la Creuse et la Vienne, son débit, observé durant 48 ans de 1958 à 2005, se monte à 201 m3/s pour un bassin versant de 19 920 km2 sur un bassin total de 21 105 km2.
La rivière présente des fluctuations saisonnières de débit importantes, avec des hautes eaux d'hiver portant la moyenne mensuelle entre 290 et 362 m3/s de décembre à mars inclus avec un maximum en janvier-février, et des basses eaux d'été, de juillet à octobre inclus, caractérisées par une baisse du débit moyen mensuel jusqu'à un minimum confortable de 62,3 m3 au mois d'août.
Lors des étiages, le VCN3 peut chuter jusqu'à 25 m3/s en cas de période quinquennale sèche.
D'autre part la rivière est sujette à des crues parfois violentes et son débit peut atteindre alors de 2 500 à 3 000 m3/s. Les QIX 2 et QIX 5 valent respectivement 1 400 et 1 900 m3. Le QIX 10 est de 2 200 m3/s, le QIX 20 atteint 2 600 m3. Enfin le QIX 50 est de 3 000 m3/s à cet endroit.
Le débit instantané maximal enregistré a été de 2 480 m3/s le 1er janvier 1962. En comparant cette valeur à l'échelle des QIX calculés de la rivière, on constate que cette crue était à peine vicennale, et donc nullement exceptionnelle.
La lame d'eau écoulée dans le bassin de la Vienne est de 319 millimètres annuellement, et le débit spécifique (Qsp) se monte de ce fait à 10,1 litres par seconde et par kilomètre carré de bassin, soit un niveau équivalent à la moyenne observée sur l'ensemble de la France, mais nettement supérieur aux affluents de la rive droite de la Loire, comme la Sarthe et surtout le Loir.
La Vienne contribue à 1/3 du débit de la Loire à Saumur à 20 km en aval de la confluence, tout au long de l'année avec un petit plus pour la période des hautes eaux ; c'est l'affluent majeur de la Loire, largement devant l'Allier et la Maine. À sa confluence avec la Loire à Candes-Saint-Martin, son débit moyen final atteint 210 m3/s, contre 145 pour l'Allier et 130 pour la Maine.

### Sous-bassin de la Vienne

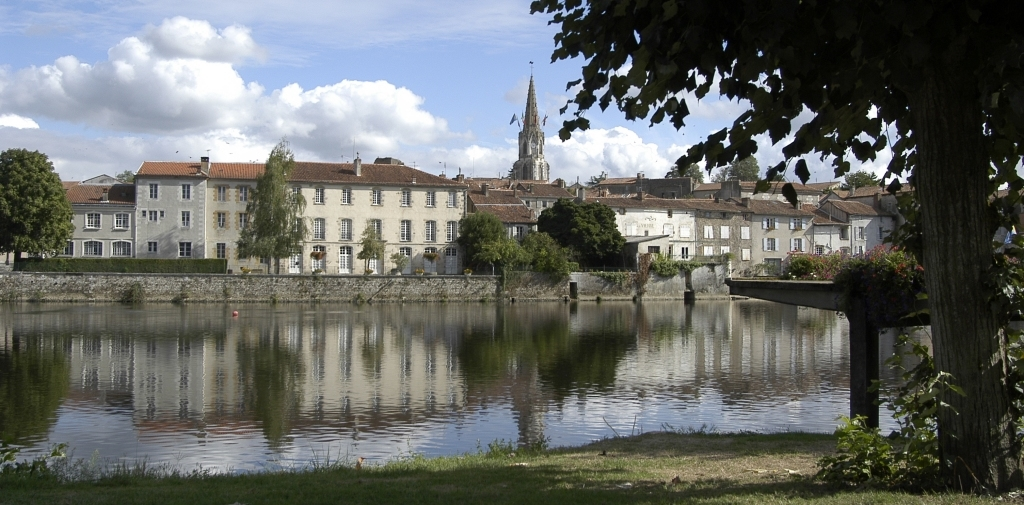
La Vienne à Confolens.

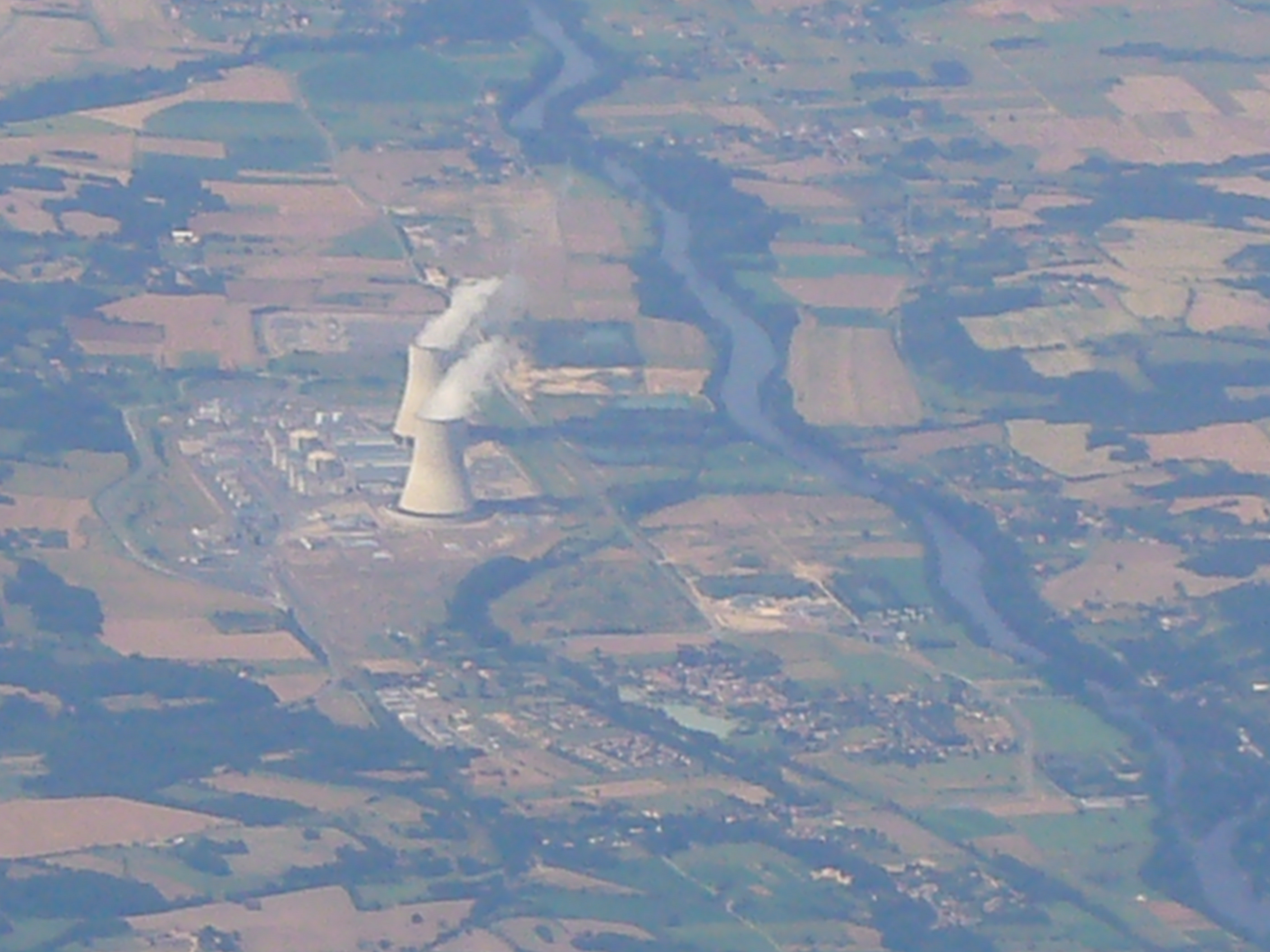
La centrale nucléaire de Civaux, à gauche, utilise les eaux de la Vienne, à droite, pour son refroidissement.

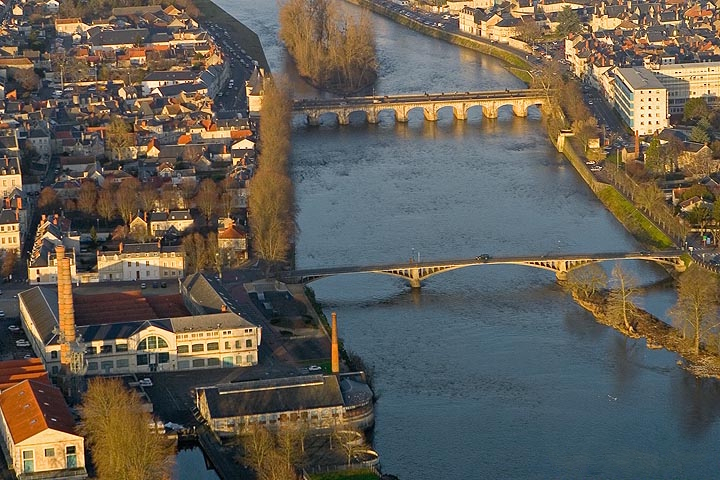
La Vienne à Châtellerault.

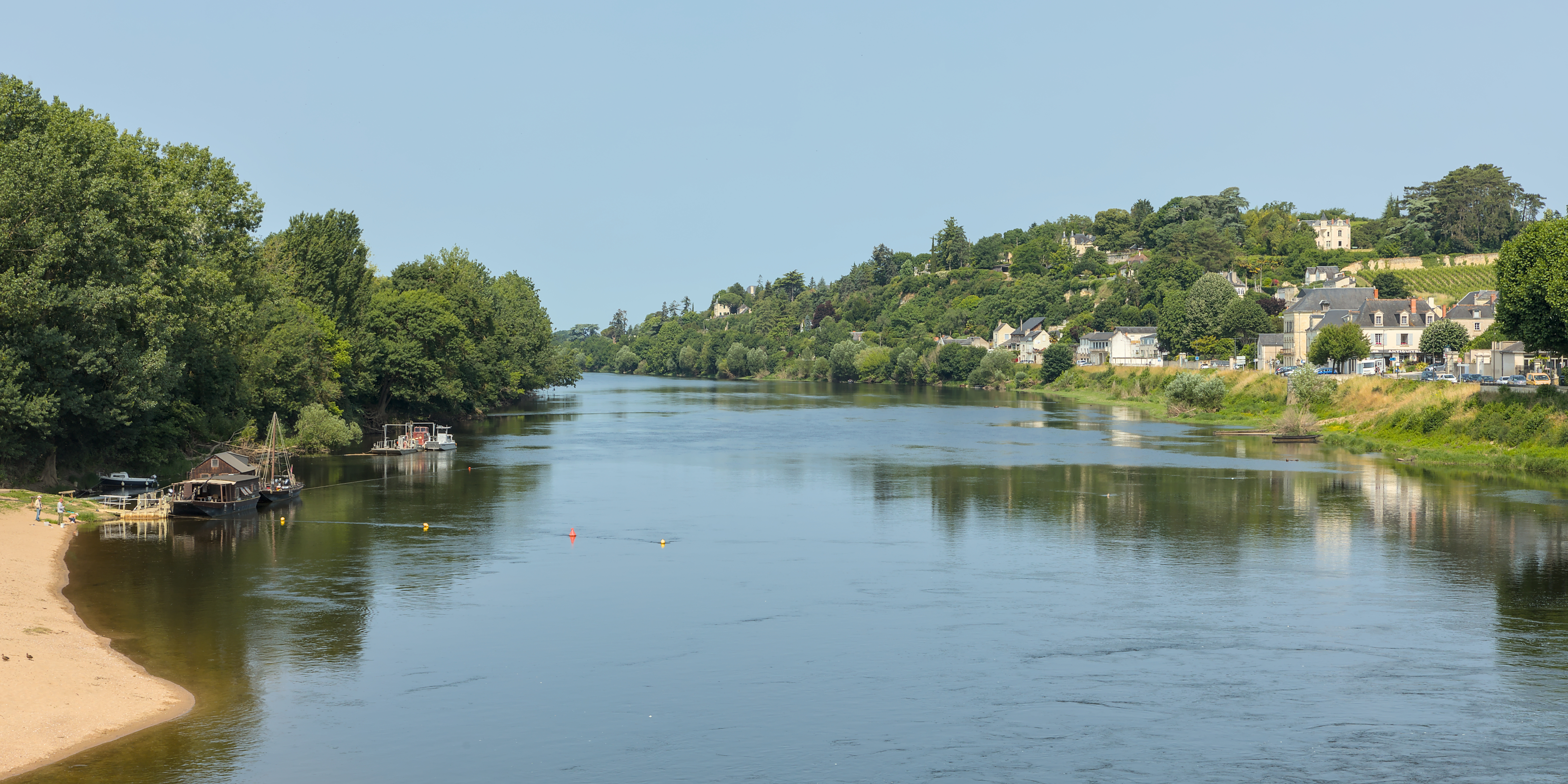
La Vienne à Chinon.

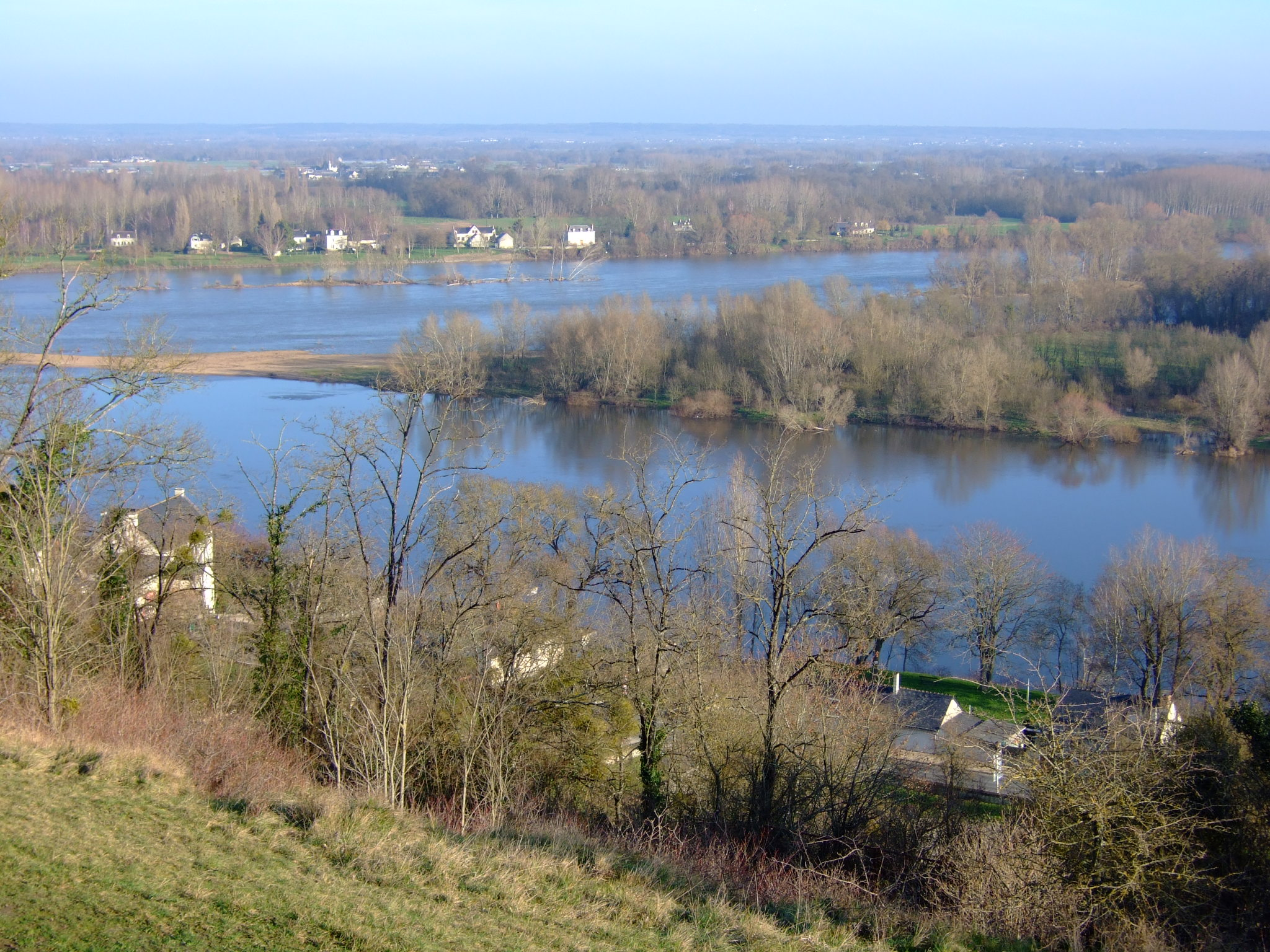
Le confluent avec la Loire, Vienne en bas, Loire en haut.

| Cours d'eau  | Localité               | Débits en m3/s | Débits en m3/s | Débits en m3/s | Débits en m3/s | Débits en m3/s | Débits en m3/s | Débits en m3/s | Côte max(m) | Max. instant. | Max. journ. | Lame d'eau (mm) | Surface (km2)  |
| Cours d'eau  | Localité               | Module         | VCN3 (étiage)  | QIX 2          | QIX 5          | QIX 10         | QIX 20         | QIX 50         | Côte max(m) | Max. instant. | Max. journ. | Lame d'eau (mm) | Surface (km2)  |
| ------------ | ---------------------- | -------------- | -------------- | -------------- | -------------- | -------------- | -------------- | -------------- | ----------- | ------------- | ----------- | --------------- | -------------- |
| Vienne       | Peyrelevade            | 1,78           | 0,10           | 14             | 19             | 22             | 25             | 28             | 2,14        | 26,6          | 35          | 960             | 58,5           |
| Vienne       | Eymoutiers             | 6,83           | 0,62           | 54             | 78             | 95             | 110            | -              | 2,50        | 148           | 71,6        | 586             | 369            |
| Combade      | Roziers-Saint-Georges  | 3,60           | 0,44           | 24             | 30             | 35             | 39             | 48             | 1,80        | 41,5          | 37,3        | 658             | 173            |
| Maulde       | Peyrat-le-Château      | 2,46           | 0,34           | 15             | 18             | 20             | 22             | -              | 2,24        | 21,9          | 17          | 804             | 97             |
| Maulde       | confluence             | 7              |                |                |                |                |                |                |             |               |             |                 |                |
| Vienne       | Saint-Priest-Taurion   | 23,60          | 2,30           | 130            | 180            | 220            | 250            | 290            | 2,71        | 253           | 216         | 647             | 1 160          |
| Taurion      | Saint-Priest-Taurion   | 19,00          | 1,10           | 140            | 210            | 250            | 290            | 350            | 3,23        | 228           | 215         | 585             | 1 030          |
| Vienne       | Le Palais-sur-Vienne   | 43,90          | 3,80           | 250            | 350            | 410            | 470            | 550            | 3,04        | 600           | 510         | 2 296           | 606            |
| Briance      | Condat-sur-Vienne      | 8,21           | 0,64           | 120            | 170            | 200            | 230            | 270            | 4,25        | 409           | 218         | 435             | 597            |
| dont Roselle | Saint-Hilaire-Bonneval | 1,60           | 0,14           | 32             | 46             | 55             | 63             | 75             | 4,89        | 91,5          | 45,8        | 406             | 125            |
| Aurence      | Isle                   | 1,24           | 0,12           | 17             | 23             | 27             | 30             | -              | 2,36        | 28,4          | 19,4        | 451             | 87             |
| Aixette      | Aixe-sur-Vienne        | 1,68           | 0,03           | 38             | 56             | 68             | 79             | 93             | 2,95        | 82,2          | 43,7        | 351             | 152            |
| Vienne       | Verneuil-sur-Vienne    | 61,00          | 6,60           | 420            | 590            | 700            | 810            | 940            | 4,03        | 768           | 640         | 570             | 3 390          |
| Glane        | Saint-Junien           | 3,95           | 0,16           | 36             | 50             | 59             | 68             | 80             | 2,32        | 74,3          | 52          | 435             | 288            |
| Gorre        | Chaillac-sur-Vienne    | 2,14           | 0,065          | 35             | 52             | 64             | 75             | 89             | 3,36        | 94            | 54,5        | 364             | 186            |
| Vienne       | Étagnac                | 71,30          | 7,10           | 480            | 660            | 780            | 890            | 1 000          | 3,86        | 830           | 754         | 551             | 4 100          |
| Clain        | Dissay                 | 22,30          | 1,70           | 130            | 210            | 260            | 310            | 370            | 2,37        | 413           | 382         | 245             | 2 886          |
| Vienne       | Châtellerault          | 112,00         | 11,00          | 870            | 1300           | 1500           | 1700           | 2100           | 5,03        | 1 400         | 1 400       | 358             | 9 910          |
| Vienne       | Ingrandes              | 121,00         | 13,00          | 810            | 1 100          | 1 400          | 1 600          | 1 800          | 7,77        | 1 420         | 1 400       | 380             | 10 050         |
| Creuse       | Leugny                 | 86,70          | 6,30           | 670            | 960            | 1 100          | 1 300          | 1 600          | 6,99        | 1 210         | 1 110       | 303             | 8 020          |
| Vienne       | Nouâtre                | 201,00         | 25,00          | 1 400          | 1 900          | 2 200          | 2 600          | 3 000          | 8,61        | 2 480         | 2 300       | 319             | 19 920         |
| Vienne       | Candes-Saint-Martin    | 210,00         |                |                |                |                |                |                |             |               |             |                 | 21 105         |
|              | Localité               | Module         | VCN3           | QIX 2          | QIX 5          | QIX 10         | QIX 20         | QIX 50         | Côte max.   | Max. instant. | Max. journ. | Lame d'eau      | Surface bassin |

## Histoire
Le 30 novembre 879, une petite troupe de Vikings commandée par Hasting est battue par le roi Carloman, sur la Vienne.
La Vienne arrose Cassinomagus (Chassenon, 40 km à l'ouest de Limoges), importante cité secondaire gallo-romaine des Lémovices et dont les thermes sont parmi les plus grands et les mieux conservés de la Gaule. Le temple de Montélu, associé à ces thermes, est lui aussi un des plus grands de la Gaule.
Aux XIXe et XXe siècles, la vallée supérieure de la Vienne s'industrialise de façon notable (industrie papetière, ganterie, feutre, porcelaine…).

## Philatélie
Le 10 mai 2023, La Poste a émis un bloc collector de 8 timbres à validité permanente pour lettre verte sur le thème « Limousin - Périgord - Terres de rivières » dont deux des timbres représentent la Vienne à Eymoutiers et à Limoges.